# Manjakandriana

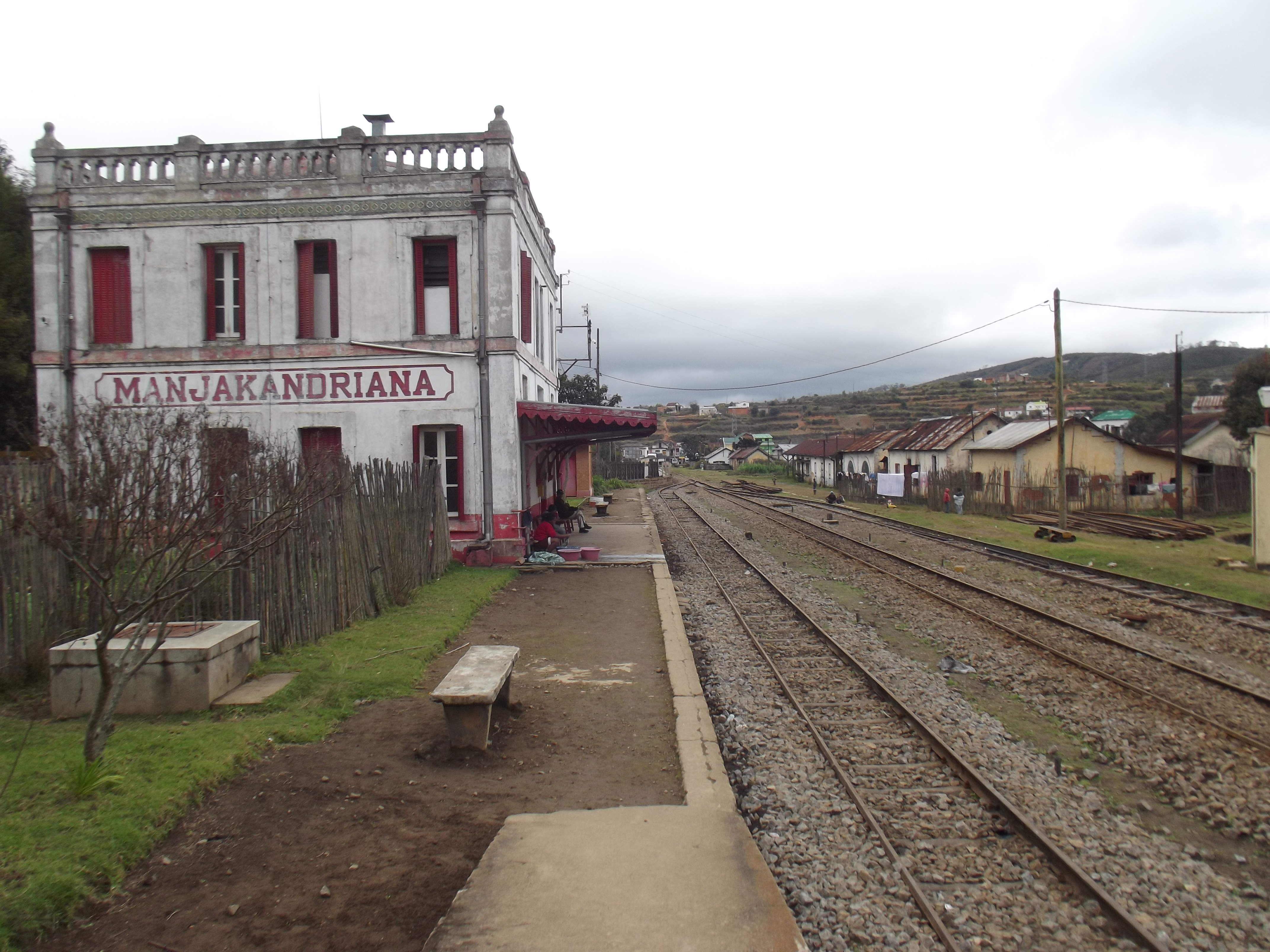
Estação Manjakandriana

Manjakandriana é uma cidade de Madagascar, pertencente ao distrito homônimo, situada na região de Analamanga. Sua população, segundo o censo de 2005, era de aproximadamente 30 153 habitantes.